# Делрей-Біч
Делрей-Біч (англ. Delray Beach) — місто (англ. city) в США, в окрузі Палм-Біч на південному сході штату Флорида, на узбережжі Атлантичного океану. Населення — 66 846 осіб (2020); агломерації Вест-Палм-Біч-Бока-Ратон-Бойнтон-Біч — 1 279950 осіб (2009 рік). Агломерація Вест-Палм-Біч є підагломерацією Маямі-Форт-Лодердейл-Помпано-Біч з загальним населенням 5 547 051 особа (2009 рік).

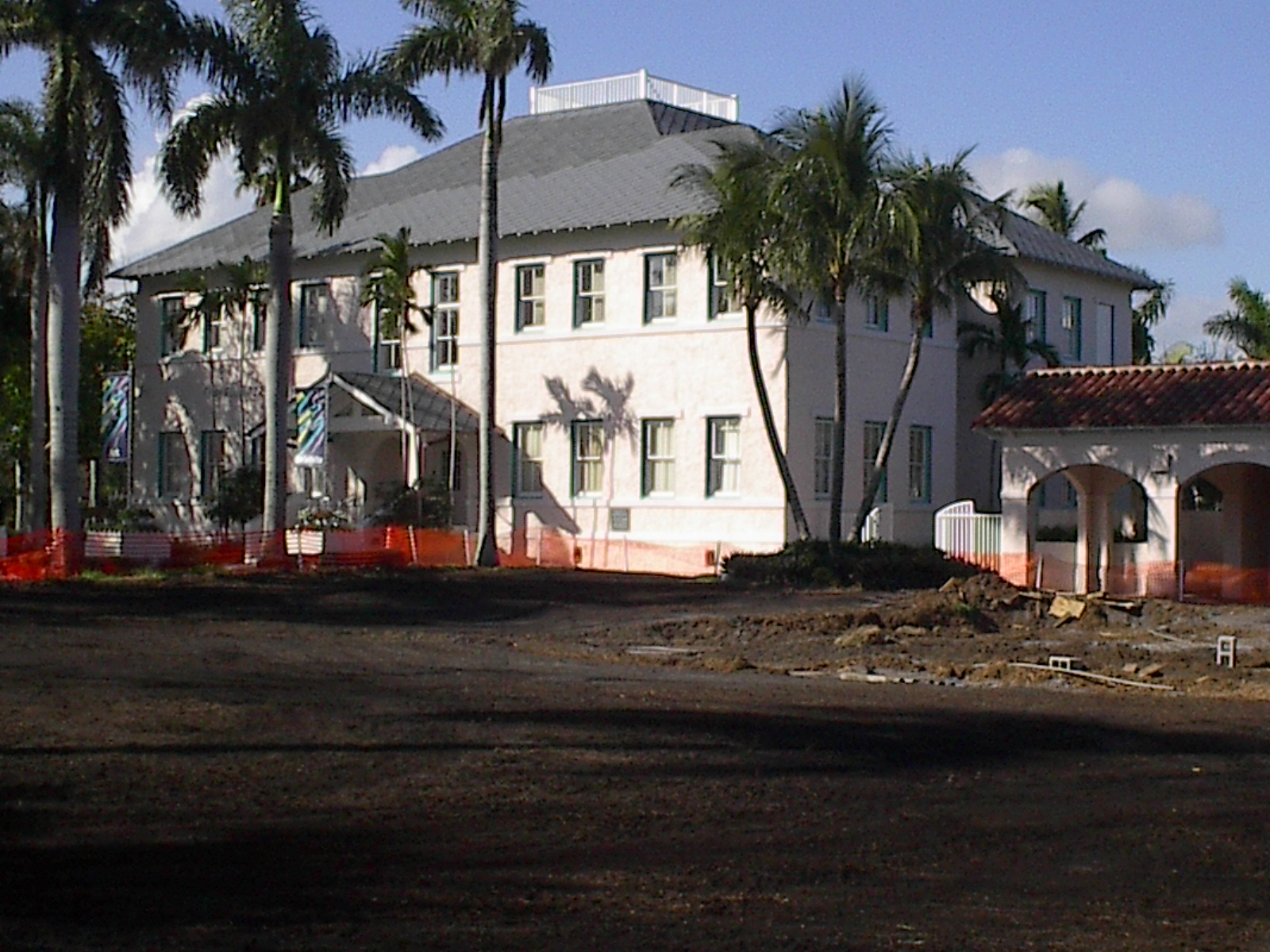
Музей Корнелл у Делрей-Біч

Середньодобова температура липня — +28 °C, січня — +19 °C. Щорічні опади — 1560 мм з піком на травень-листопад місяці.

## Географія
Делрей-Біч розташований за координатами 26°27′25″ пн. ш. 80°5′26″ зх. д. / 26.45694° пн. ш. 80.09056° зх. д. (26.456842, -80.090478).  За даними Бюро перепису населення США в 2010 році місто мало площу 42,09 км², з яких 40,94 км² — суходіл та 1,14 км² — водойми.

### Клімат
| Клімат : Делрей-Біч   | Клімат : Делрей-Біч | Клімат : Делрей-Біч | Клімат : Делрей-Біч | Клімат : Делрей-Біч | Клімат : Делрей-Біч | Клімат : Делрей-Біч | Клімат : Делрей-Біч | Клімат : Делрей-Біч | Клімат : Делрей-Біч | Клімат : Делрей-Біч | Клімат : Делрей-Біч | Клімат : Делрей-Біч | Клімат : Делрей-Біч |
| Показник              | Січ.                | Лют.                | Бер.                | Квіт.               | Трав.               | Черв.               | Лип.                | Серп.               | Вер.                | Жовт.               | Лист.               | Груд.               | Рік                 |
| Середній максимум, °C | 23,9                | 25,0                | 26,1                | 27,8                | 30,0                | 31,7                | 32,2                | 32,2                | 31,1                | 29,4                | 26,7                | 24,4                | 28,3                |
| Середній мінімум, °C  | 13,9                | 15,0                | 16,7                | 18,9                | 21,7                | 23,3                | 24,4                | 24,4                | 23,9                | 22,2                | 18,9                | 15,6                | 19,4                |
| Норма опадів, мм      | 95                  | 65                  | 93                  | 91                  | 137                 | 193                 | 152                 | 169                 | 206                 | 139                 | 141                 | 80                  | 1559                |
| --------------------- | ------------------- | ------------------- | ------------------- | ------------------- | ------------------- | ------------------- | ------------------- | ------------------- | ------------------- | ------------------- | ------------------- | ------------------- | ------------------- |
| Джерело:              |                     |                     |                     |                     |                     |                     |                     |                     |                     |                     |                     |                     |                     |

## Демографія

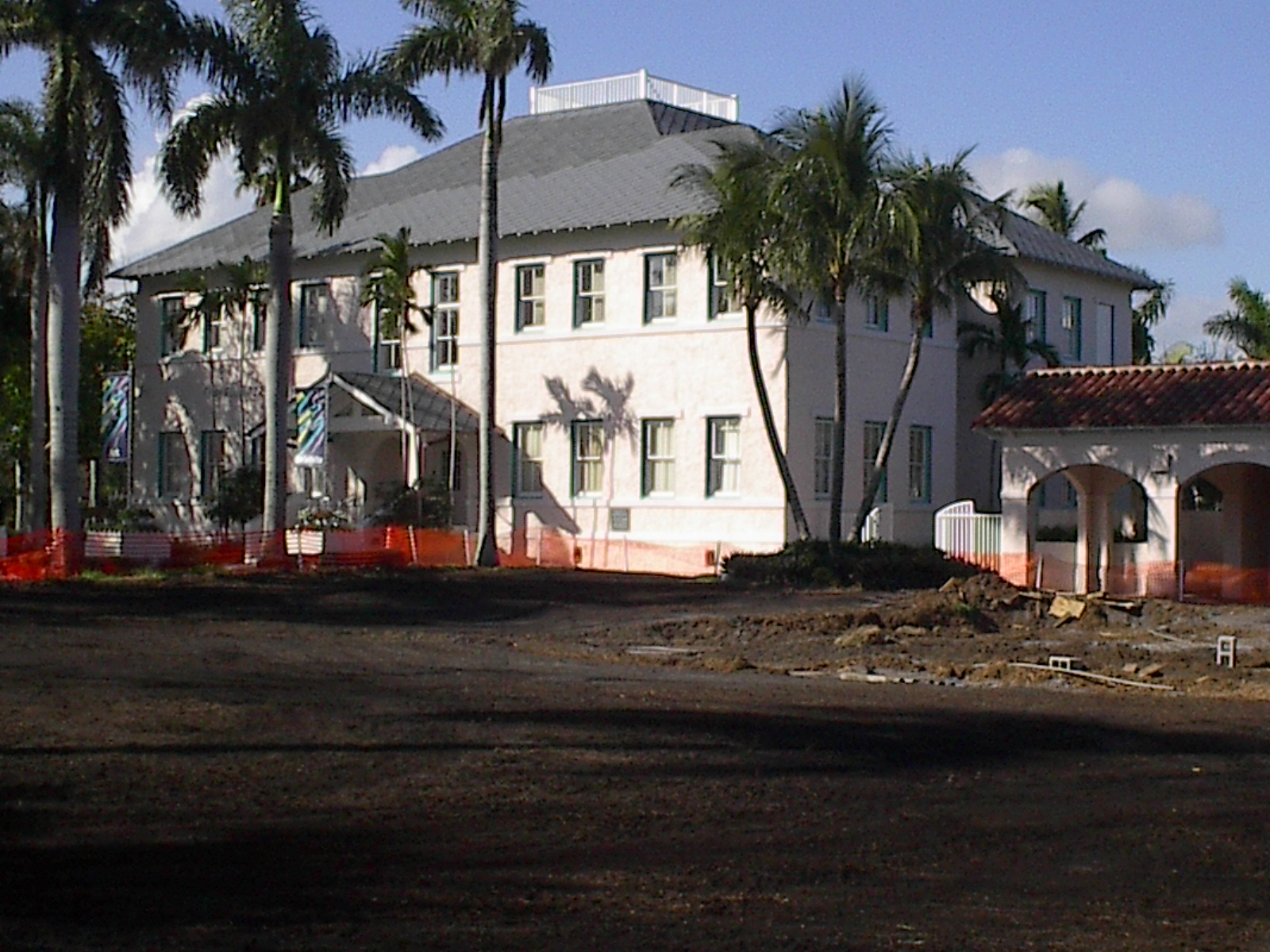
Музей Корнелл у Делрей-Біч

Згідно з переписом 2010 року, у місті мешкали 60 522 особи в 27 193 домогосподарствах у складі 14 074 родин. Густота населення становила 1438 осіб/км².  Було 34156 помешкань (812/км²).
Расовий склад населення:
| - 65,7 % — білих - 28,0 % — чорних або афроамериканців - 1,8 % — азіатів - 0,2 % — корінних американців - 0,1 % — вихідців з тихоокеанських островів - 2,5 % — осіб інших рас |

До двох чи більше рас належало 1,7 %. Частка іспаномовних становила 9,5 % від усіх жителів.
За віковим діапазоном населення розподілялося таким чином: 16,1 % — особи молодші 18 років, 60,3 % — особи у віці 18—64 років, 23,6 % — особи у віці 65 років та старші. Медіана віку мешканця становила 46,0 року. На 100 осіб жіночої статі у місті припадало 92,8 чоловіків;  на 100 жінок у віці від 18 років та старших — 90,2 чоловіків також старших 18 років.
Середній дохід на одне домашнє господарство  становив 78 844 долари США (медіана — 50 136), а середній дохід на одну сім'ю — 92 884 долари (медіана — 60 202). Медіана доходів становила 45 512 долари для чоловіків та 38 574 долари для жінок. За межею бідності перебувало 17,8 % осіб, у тому числі 28,6 % дітей у віці до 18 років та 10,3 % осіб у віці 65 років та старших.
Цивільне працевлаштоване населення становило 30 122 особи. Основні галузі зайнятості: освіта, охорона здоров'я та соціальна допомога — 22,1 %, мистецтво, розваги та відпочинок — 16,1 %, науковці, спеціалісти, менеджери — 14,1 %.